# Championnats panaméricains d'escrime 2008
Navigation
Édition précédente Édition suivante
Les 3es championnats panaméricains d'escrime se déroulent à Queretaro au Mexique du 8 au 12 juillet 2008.

## Médaillés
| Épreuves                               | Or               | Argent              | Bronze                                |
| -------------------------------------- | ---------------- | ------------------- | ------------------------------------- |
| Épée                                   |                  |                     |                                       |
| Hommes individuel résultats détaillés  | Weston Kelsey    | Rubén Limardo       | Cody Mattern Igor Tikhomirov          |
| Hommes par équipes résultats détaillés | Canada           | Venezuela           | États-Unis                            |
| Femmes individuel résultats détaillés  | Sherraine Schalm | Jesika Jiménez Luna | Lindsay Campbell Kelley Hurley        |
| Femmes par équipes résultats détaillés | Venezuela        | Canada              | Mexique                               |
| Fleuret                                |                  |                     |                                       |
| Hommes individuel résultats détaillés  | Kurt Getz        | Gerek Meinhardt     | Felipe Guillermo Saucedo Marek Wojcik |
| Hommes par équipes résultats détaillés | États-Unis       | Canada              | Mexique                               |
| Femmes individuel résultats détaillés  | Emily Cross      | Mariana Gonzalez    | Doris Willette Annie-Claude Therrien  |
| Femmes par équipes résultats détaillés | États-Unis       | Canada              | Mexique                               |
| Sabre                                  |                  |                     |                                       |
| Hommes individuel résultats détaillés  | Keeth Smart      | Timothy Morehouse   | Philippe Beaudry James Williams       |
| Hommes par équipes résultats détaillés | États-Unis       | Canada              | Venezuela                             |
| Femmes individuel résultats détaillés  | Rebecca Ward     | Sada Jacobson       | Alejandra Benítez Mariel Zagunis      |
| Femmes par équipes résultats détaillés | États-Unis       | Venezuela           | Canada                                |

## Tableau des médailles
| Rang  | Nation     | Or | Argent | Bronze | Total |
| ----- | ---------- | -- | ------ | ------ | ----- |
| 1     | États-Unis | 9  | 3      | 7      | 19    |
| 2     | Canada     | 2  | 4      | 5      | 11    |
| 3     | Venezuela  | 1  | 4      | 2      | 7     |
| 4     | Panama     | 0  | 1      | 0      | 1     |
| 5     | Mexique    | 0  | 0      | 3      | 3     |
| 6     | Argentine  | 0  | 0      | 1      | 1     |
| Total | Total      | 12 | 12     | 18     | 42    |